# San Giovanni Ilarione
San Giovanni Ilarione (velenceiül San Joani Larion) település Olaszországban, Veneto régióban, Verona megyében. Lakosainak száma 4886 fő (2023. január 1.). San Giovanni Ilarione Cazzano di Tramigna, Montecchia di Crosara, Tregnago, Vestenanova, Chiampo és Ronca községekkel határos.

## Népesség
A település népességének változása:
| Lakosok száma | 5115 | 5085 | 4886 |
|               | 2017 | 2018 | 2023 |